# Яновичское гетто
Я́новичское гетто (25 августа — 10 сентября 1941) — еврейское гетто, место принудительного переселения евреев посёлка Яновичи Витебского района и близлежащих населённых пунктов в процессе преследования и уничтожения евреев во время оккупации территории Белоруссии войсками нацистской Германии в период Второй мировой войны.

## Оккупация Яновичей и создание гетто
В 1939 году в Яновичах проживало 709 евреев (из 2037 всех жителей).
Местечко было оккупировано немецкими войсками с 12 июля 1941 года по 10 октября 1943 года. Захватив Яновичи, нацисты сразу переписали всех евреев, одновременно проводя среди них массовые убийства.
Был организован юденрат, возглавить который немцы приказали местному жителю, доктору медицины Лифшицу Ефиму Абрамовичу.
Немцы очень серьёзно относились к возможности еврейского сопротивления, и поэтому в первую очередь убивали в гетто или ещё до его создания евреев-мужчин в возрасте от 15 до 50 лет — несмотря на экономическую нецелесообразность, так как это были самые трудоспособные узники. После евреев-мужчин немцы в первую очередь стремились убить еврейских подростков, а затем — евреев-стариков, у которых ещё оставались хоть какие-то силы. По этой причине 2 августа 1941 года немцы собрали на площади 150 мужчин-евреев и погнали в сторону деревни Вальки, где расстреляли. Через несколько дней убили ещё одну группу из 70 мужчин.
Реализуя нацистскую программу уничтожения евреев, немцы создавали гетто почти во всех городах и населённых пунктах Беларуси, где проживало еврейское население. Так и в Яновичах, после массовых убийств, 25 августа 1941 года оккупанты организовали гетто, куда согнали около 2000 оставшихся евреев (среди которых были и евреи из ближних деревень) в гетто, которое просуществовало всего две недели — с 25 августа по 10 сентября 1941 года.

## Условия в гетто
Гетто занимало территорию Тадулинской и часть Витебской улиц, было огорожено колючей проволокой и охранялось.
Узников почти ежедневно гоняли на принудительные работы, и нередко группы работающих не возвращались в Яновичи — их расстреливали, в большинстве случаев возле деревни Ахрутки.

## Уничтожение гетто
10 сентября 1941 года евреев выгнали из домов, проверили по спискам, составленным бургомистром Василием Высоцким и погнали к деревне Зайцево (7 км от Яновичей). Неевреев, пытавшихся вступиться за соседей, спрятать или оказать другую помощь, вталкивали в общую колонну, как «еврейских защитников». Подошли автомашины, куда сажали евреев. Кто был в силах, лез сам, а кто не мог — заталкивали пинками и ударами прикладов. Стоял крик и плач, машины уходили в сторону деревни Зайцево. Немцы и полицаи подъехали к противотанковому рву на шоссе Яновичи-Демидов за деревней Зайцево в двух машинах. На одной было около 20 солдат, а на другой примерно столько же еврейских девушек. Машины остановились недалеко от рва, девушек отвели в кустарник и изнасиловали, потом отволокли к ямам, избивая по дороге прикладами, и застрелили. Всего проследовало 16 грузовых автомобилей и четыре группы пеших евреев по 100—150 человек. В других машинах были почти исключительно женщины, дети и подростки. Их раздевали и вели к ямам по двое, заставляли прыгать вниз, а потом стреляли. Детей бросали в яму живыми прямо с машины..
Спастись удалось единицам, среди которых были Израиль Гофман, бесследно исчезнувший, и Борис Эфрос, воевавший впоследствии в партизанах. В последней группе был престарелый доктор Лифшиц, которого использовали как переводчика, а потом издевались над ним и били, распоров ударом ножа живот и сбросив вниз. Лифшица убили с женой и трехлетним внуком. Вместе с евреями погибли некоторые белорусы. В тот день были убиты около 1600 (1025) человек.
Внучку доктора Лифшица Майю ещё до уничтожения гетто забрал к себе в семью сельскохозяйственный комендант Яновичей немецкий офицер Даум. По неподтвержденным данным, он вывез её с собой в Германию.
Каратели имели нарукавные красные повязки со свастикой, а на головных уборах эмблему черепа и костей. Они ограбили дома евреев, две машины с вещами убитых привезли в Яновичи и обменивали у крестьян на молоко и яйца.
В ноябре 1943 года братские могилы (всего 7 ям) вскрыли. Они оказались размером 5 м на 5 м, доверху наполненные человеческими останками. Среди извлеченных тел оказался только один мужской. На детских тельцах не было механических повреждений и огнестрельных ран.

## Память
На месте братской могилы стояла табличка, на которой были написаны два слова: «Это здесь». Табличка стояла несколько лет после войны. В 1950 году оставшиеся евреи Яновичей и их родные стали собирать деньги на памятник погибшим, бухгалтерию вела Ревекка Ильинична Драпкина (в девичестве Семейная). В 1951 году, в начале сентября, к памятнику съехались немногие уцелевшие яновичские евреи, их родные и знакомые. Памятник был установлен не в самих Яновичах, а рядом — в деревне Ахрутки, на месте оврага, где нацисты вели массовые расстрелы яновичских евреев. На памятнике выбиты слова: «Посвящается погибшим во Второй мировой войне от рук фашистов 10 сентября 1941 г.»
Несколько позже, в середине 1950-х годов, были обнаружены ещё два места массовых убийств яновичских евреев — недалеко от бывшей деревни Зайцево (её уже нет на карте), на месте расстрела 1600 человек. Там, на площадке метров 50 на 20, обнесённой оградой, установили памятник (сейчас там стоят две стелы). Слева и справа от него — следы двух рвов, в которых лежат тела расстрелянных евреев.
Через год или два ещё один памятник поставили у безымянного ручья, в урочище Стрелка, где было расстреляно около 230 человек. Около этого памятника, недалеко от сегодняшнего колхозного зернотока, ограждена площадка меньших размеров.
В 2007 году убитым местным евреям были установлены памятники — между Яновичами и деревней Зайцево и у деревни Зайцево на Вальповском поле.
Опубликованы неполные списки жертв геноцида евреев в Яновичах.